# MOCマーケティング

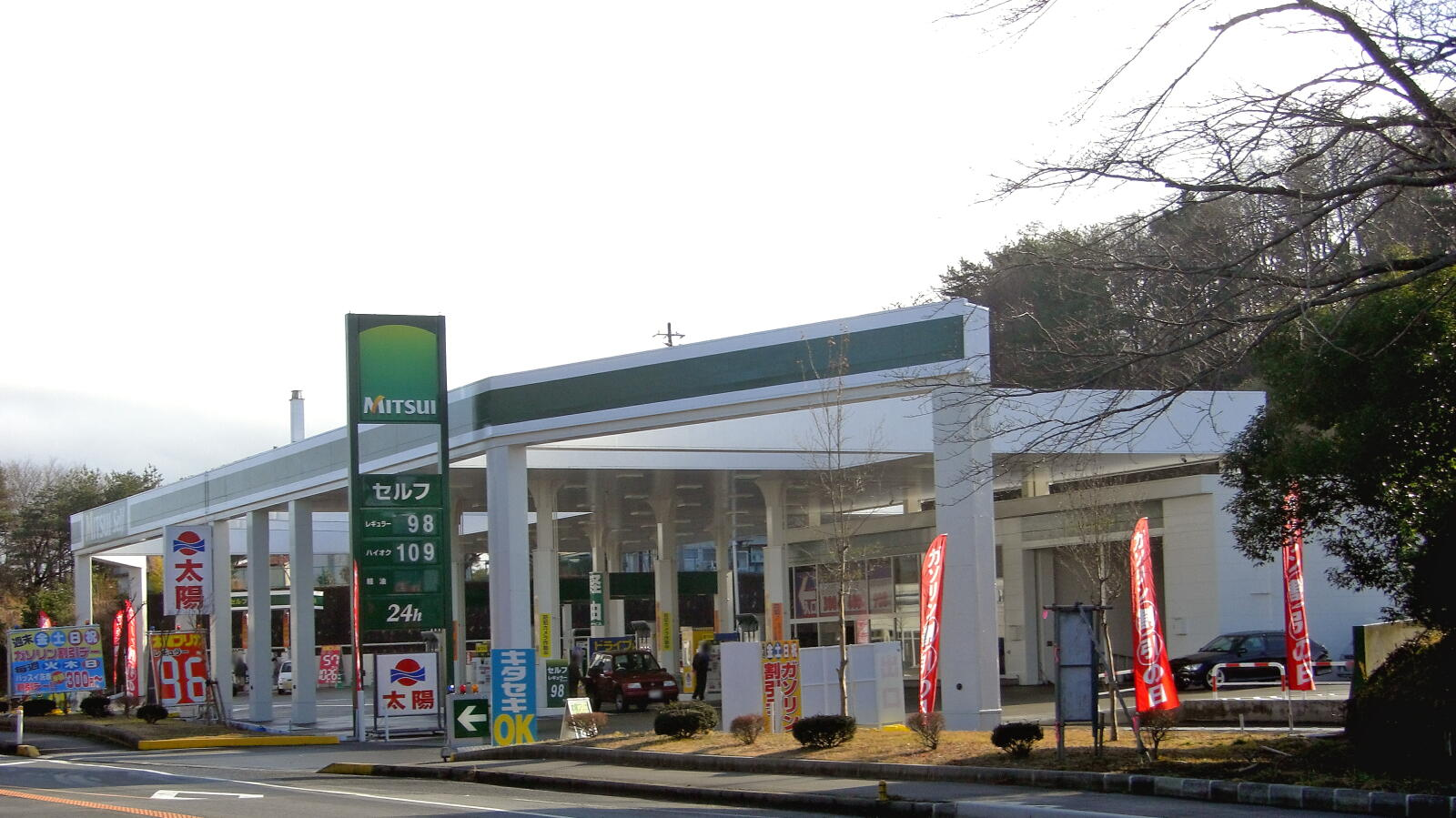
三井石油6号線相馬SS

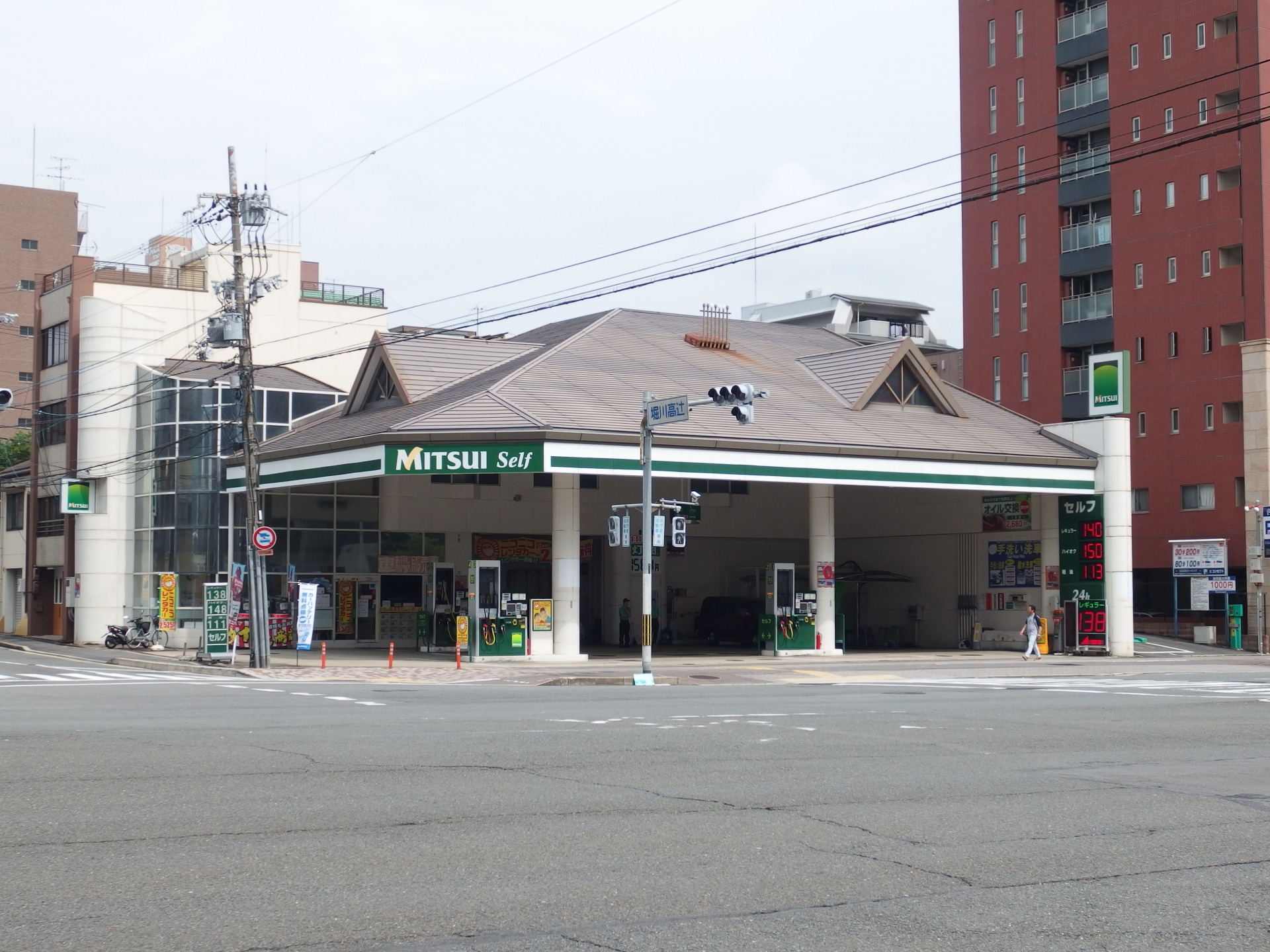
堀川高辻SS エッソを経て、現在はENEOSに転換

MOCマーケティング合同会社（エムオーシーマーケティング）は、かつて存在した石油卸売会社。東燃ゼネラル石油（現・ENEOS）の子会社であった。
三井物産の子会社三井石油株式会社（みついせきゆ）として運営されていたが、2014年に同社保有の株式を東燃ゼネラル石油に売却し、社名変更した。MOCはMitsui oil companyの略称である。

## 概説
石油元売であるとともに、MITSUIのブランド名で東日本を中心にガソリンスタンドを展開していた。しかし九州地方（福岡、佐賀、長崎、熊本、大分、宮崎、鹿児島、沖縄の各県）には、MITSUIブランドの店舗は存在しなかった（ただし三井物産は九州地方を中心に展開する九州石油（現・ENEOS）にも資本参加していた）。また、高速道路への展開もなかった。
2014年7月1日より石油販売事業はEMGマーケティング合同会社へ統合、一部のSSは丸紅エネルギーに営業譲渡された。MOCマーケティングの完全子会社で直営のガソリンスタンドを展開していた東洋石油販売は、全店舗がエッソにブランド変更され、後に東洋石油販売は東燃ゼネラル石油のグループ会社である中央石油販売（現・ENEOSジェネレーションズ）と合併した。
その他の事業も東燃ゼネラル石油グループ各社に継承され、2015年6月30日に解散した。

## 沿革
- 1961年（昭和36年）2月 - 三井物産石油販売株式会社として設立。
- 1968年（昭和43年）10月 - モービル石油との合同出資企業である極東石油工業株式会社の千葉製油所が操業開始。
- 1981年（昭和56年）11月 - 三井物産石油株式会社へ改称。
- 1990年（平成2年）4月 - 三井石油株式会社へ改称。
- 1991年（平成3年）4月 - 三井液化ガス株式会社を合併。
- 2004年（平成16年）12月 - LPガス事業を分離独立し、三井液化ガス（現・ENEOSグローブ）を設立。
- 2014年（平成26年）
  - 2月4日 - 三井物産が保有する当社株式を東燃ゼネラル石油に売却。MOCマーケティング株式会社へ改称。
  - 7月1日 - 石油販売事業をEMGマーケティング合同会社に譲渡。三井石油時代より50％出資していた極東石油工業が、EMGマーケティング合同会社の完全子会社となる。
  - 8月1日 - MOCマーケティング株式会社よりMOCマーケティング合同会社に組織変更。
  - 12月22日 - 保有していた東洋石油販売株式会社の全株式をTGSH合同会社（東燃ゼネラル石油グループの中間持株会社）に譲渡。
- 2015年（平成27年）6月30日 - 会社解散。